# Grande-Île
Grande-Île ist die größte der Îles Chausey nahe der Kanalinseln an der Küste der Normandie. Die Insel ist 1,5 km lang und bis zu 0,5 km breit. Ihre Fläche beträgt etwa 45 Hektar.